# Łukasz Szurmiński
Łukasz Szurmiński (ur. 1975) – polski medioznawca i publicysta, wykładowca akademicki, a także autor tekstów. Absolwent Instytutu Nauk Politycznych Uniwersytetu Warmińsko-Mazurskiego w Olsztynie na kierunku politologia i nauki społeczne. W latach 2000–2004 odbył studia doktoranckie na Wydziale Dziennikarstwa i Nauk Politycznych Uniwersytetu Warszawskiego zakończone obroną pracy doktorskiej Rzeczywistość wojen wirtualnych. Propaganda czasu wojny na podstawie wybranych relacji konfliktu NATO – Jugosławia w Kosowie (promotor – Janusz Adamowski). Pełni funkcję zastępcy dyrektora Instytutu Dziennikarstwa ds. dydaktycznych tejże uczelni.
Jako autor tekstów zadebiutował w 2000 roku na płycie grupy Dies Irae pt. Immolated. Pisał także na potrzeby wydanej w 2003 roku płyty The Sin War tegoż zespołu. Następnie współpracował z zespołem Vader, dla którego napisał teksty na potrzeby płyt: Reign Forever World (EP, 2001), Revelations (2002), Blood (EP, 2003) oraz The Beast (2004).

## Publikacje
- Łukasz Szurmiński, Mechanizmy propagandy : wizerunek konfliktu kosowskiego w publicystyce, Aspra-JR, 2008, ISBN 978-83-7545-063-7
- Łukasz Szurmiński, Relacje polsko-rosyjskie : rola mediów masowych, Aspra-JR, 2009, ISBN 978-83-7545-265-5
- Łukasz Szurmiński, Media a rok 1989. Obraz przemian i nowe zjawiska na rynku, Aspra-JR, 2010, ISBN 978-83-7545-218-1